# Fonds de vieillissement (Belgique)
 (mai 2017).
Le Fonds de Vieillissement (ZFV) est un organisme public belge fondé par la loi-Fonds de vieillissement (loi du 5 septembre 2001 portant garantie d’une réduction continue de la dette publique et création d’un Fonds de vieillissement. Le Fonds a comme objectif de constituer des réserves permettant de financer, durant la période entre 2010 et 2030, les dépenses supplémentaires des différents régimes légaux des pensions à la suite du vieillissement. Le fonds a été supprimé dès le 31 décembre 2016 par ordre du ministre des finances du gouvernement de Charles Michel, Johan Van Overtveldt.

## Histoire
Le fonds a été définitivement supprimé fin 2016.